# TuRU Düsseldorf
TURU 1880 Düsseldorf es un equipo de balonmano de la localidad alemana de Düsseldorf.

## Palmarés
- Copa EHF: 1
  - Temporada: 1988-1989